# King Oliver
Joe "King" Oliver, geboren als Joseph Nathan Oliver (Aben, Louisiana, 11 mei 1885 – Savannah, 10 april 1938) was een Amerikaans orkestleider en jazz kornetspeler.

## Levensloop

### Carrière
Vanuit zijn geboorteplaats Aben verhuisde Oliver al snel naar New Orleans. Daar speelde hij eerst kornet in een aantal bands en vormde dan omstreeks 1910 zijn eigen orkest samen met trombonist Kid Ory. Zelfs in een periode van rassendiscriminatie was Oliver bijzonder populair en hij speelde zowel in danszalen voor zwarten als voor rijke blanke gezelschappen. Oliver werd in 1919 ten onrechte gearresteerd nadat een brand was uitgebroken bij een gevecht in een danszaal. Hij besloot om te vertrekken en kwam na een verblijf in Californië in 1922 terecht in Chicago, waar hij al snel naam maakte als "The jazz king". Met King Oliver and his Creole Jazz Band trad hij onder meer op in The Royal Gardens. Deze band was samengesteld uit voormalige solo-artiesten. Zijn protegé, Louis Armstrong, speelde tweede kornet, Baby Dodds drums, Johnny Dodds speelde klarinet, Lil Hardin (later Armstrongs vrouw) piano, Honore Dutrey trombone, en Bill Johnson bas en banjo.
In 1928 trok hij naar New York en daar keerde zijn geluk ten kwade. Hij kreeg tandvleesproblemen waardoor hij bijna niet meer kon spelen en de jazzmuziek evolueerde naar stijlen waarin Oliver zich niet meer thuisvoelde.
Financieel zat het Oliver uiteindelijk niet mee. Zijn managers bestalen hem gewoon zonder dat hij het merkte en Oliver verloor al zijn spaargeld in de Grote depressie toen zijn bank in Chicago failliet ging. Hij moest een job als conciërge aannemen in Savannah (Georgia) en eindigde zijn leven in armoede. Hij stierf op 52-jarige leeftijd in een gehuurde kamer in Montgomery Street nummer 508.

## Discografie

### Bekende nummers
- Buddy's Habit - King Oliver's Jazz Band
- Tears - King Oliver's Jazz Band
- I Ain't Gonna Tell Nobody - King Oliver's Jazz Band
- Room Rent Blues - King Oliver's Jazz Band
- Riverside Blues - King Oliver's Jazz Band
- Sweet Baby Doll - King Oliver's Jazz Band
- Working Man Blues - King Oliver's Jazz Band
- Mabel's Dream - King Oliver's Jazz Band
- Mabel's Dream - King Oliver's Jazz Band
- The Southern Stomps - King Oliver's Jazz Band
- Riverside Blues - King Oliver's Jazz Band
- King Porter - King Oliver's Jazz Band
- Tom Cat - King Oliver's Jazz Band
- Too Bad - King Oliver's Jazz Band
- Snag It - King Oliver's Jazz Band
- Georgia Man - King Oliver's Jazz Band
- Deep Henderson - King Oliver And His Dixie Syncopators
- Jackass Blues - King Oliver And His Dixie Syncopators
- Home Town Blues - King Oliver's Jazz Band
- Sorrow Valley Blues - King Oliver's Jazz Band
- Sugar Foot Stomp - King Oliver And His Dixie Syncopators
- Wa Wa Wa - King Oliver And His Dixie Syncopators

## Beluisteren
- King Oliver speelt 'King Porter' op kornet, begeleiding van Jelly Roll Morton op piano - (1924)]